# العلاقات الأوكرانية الصينية
العلاقات الأوكرانية الصينية هي العلاقات الثنائية التي تجمع بين أوكرانيا والصين.

## مقارنة بين البلدين
هذه مقارنة عامة ومرجعية للدولتين:
| وجه المقارنة                                              | أوكرانيا                                   | الصين                    |
| --------------------------------------------------------- | ------------------------------------------ | ------------------------ |
| المساحة (كم2)                                             | 603.63 ألف                                 | 9.60 مليون               |
| عدد السكان (نسمة)                                         | 45.55 مليون                                | 1.33 مليار               |
| الكثافة السكانية (ن./كم²)                                 | 75.46                                      | 138.54                   |
| العاصمة                                                   | كييف                                       | بكين                     |
| اللغة الرسمية                                             | اللغة الأوكرانية                           | اللغة الصينية القياسية   |
| العملة                                                    | هريفنا أوكرانية، كاربوفانيتس، روبل سوفييتي | رنمينبي                  |
| الناتج المحلي الإجمالي (بليون دولار)                      | 112.15 مليار                               | 12.24 تريليون            |
| الناتج المحلي الإجمالي (تعادل القوة الشرائية) بليون دولار | 352.98 مليار                               | 19.82 تريليون            |
| الناتج المحلي الإجمالي الاسمي للفرد دولار أمريكي          | 2.11 ألف                                   | 8.03 ألف                 |
| الناتج المحلي الإجمالي للفرد دولار أمريكي                 | 8.66 ألف                                   | 13.21 ألف                |
| مؤشر التنمية البشرية                                      | 0.747                                      | 0.728                    |
| رمز المكالمات الدولي                                      | +380                                       | +86                      |
| رمز الإنترنت                                              | .ua، .укр ‏                                 | .cn، .中国 ‏، .中國 ‏      |
| المنطقة الزمنية                                           | ت ع م+02:00، ت ع م+03:00، توقيت شرق أوروبا | توقيت الصين، ت ع م+08:00 |

## مدن متوأمة
في ما يلي قائمة باتفاقيات التوأمة بين مدن أوكرانية وصينية:
- ترتبط خاركيف مع جينان باتفاقية توأمة منذ 23 أغسطس 2008.[14][15][14][15]
- ترتبط زاباروجيا مع ييتشانغ باتفاقية توأمة منذ 16 أكتوبر 1997.[16][17][16][17]
- ترتبط كريمنشوك مع ونجو باتفاقية توأمة منذ 2012.[18][18]
- ترتبط زابوروجييه أوبلاست مع تشونغتشينغ باتفاقية توأمة.
- ترتبط لوتسك مع شيانغتان باتفاقية توأمة منذ 23 أغسطس 2008.[19][20][21][19]
- ترتبط لوهانسك مع داتشينغ باتفاقية توأمة منذ 1959.[22][23][22][23]
- ترتبط كيروفوهراد أوبلاست مع شوزهو باتفاقية توأمة.
- ترتبط ميكولايف مع دتشو باتفاقية توأمة منذ 1995.
- ترتبط دنيبرو مع شيان باتفاقية توأمة منذ 2007.
- ترتبط تشيركاسي مع Wanzhou, Chongqing [الإنجليزية]‏ باتفاقية توأمة منذ 26 مارس 2012.
- ترتبط كريفي ريه مع هاندان باتفاقية توأمة.[24]
- ترتبط خميلنيتسكي مع شيجياتشوانغ باتفاقية توأمة.
- ترتبط كييف مع سوجو باتفاقية توأمة منذ 1995.[25][26][25][27]
- ترتبط ماريوبول مع كيكيهار باتفاقية توأمة منذ 26 ديسمبر 2008.

## منظمات دولية مشتركة
يشترك البلدان في عضوية مجموعة من المنظمات الدولية، منها:
| علم المنظمة | اسم المنظمة                               | تاريخ انضمام أوكرانيا | تاريخ انضمام الصين |
| ----------- | ----------------------------------------- | --------------------- | ------------------ |
|             | مؤسسة التنمية الدولية                     | 27 مايو 2004          | 24 سبتمبر 1960     |
|             | يونسكو                                    | 12 مايو 1954          | 4 نوفمبر 1946      |
|             | وكالة ضمان الاستثمار متعدد الأطراف        | 19 يوليو 1994         | 30 أبريل 1988      |
|             | الأمم المتحدة                             | 24 أكتوبر 1945        | 25 أكتوبر 1971     |
|             | الفريق المعني برصد الأرض                  | ?                     | ?                  |
|             | الاتحاد البريدي العالمي                   | ?                     | ?                  |
|             | البنك الدولي للإنشاء والتعمير             | 3 سبتمبر 1992         | 27 ديسمبر 1945     |
|             | المنظمة الهيدروغرافية الدولية             | ?                     | ?                  |
|             | الاتحاد الدولي للاتصالات                  | 7 مايو 1947           | 1 سبتمبر 1920      |
|             | منظمة حظر الأسلحة الكيميائية              | ?                     | ?                  |
|             | مؤسسة التمويل الدولية                     | 18 أكتوبر 1993        | 15 يناير 1969      |
|             | المركز الدولي لتسوية المنازعات الاستشارية | 7 يوليو 2000          | 6 فبراير 1993      |
|             | منظمة التجارة العالمية                    | 16 مايو 2008          | 11 ديسمبر 2001     |
|             | مجموعة الموردين النوويين                  | ?                     | ?                  |
|             | منظمة الشرطة الجنائية الدولية             | ?                     | ?                  |

## وصلات خارجية
- موقع وزارة الخارجية الأوكرانية
- موقع وزارة الخارجية الصينية